# Lyonesse
O Reino de Lyonesse foi uma faixa de terra localizada na Grã-Bretanha entre as terras da Cornualha e as Ilhas Scilly.

## História

### Etimologia
O titulo "Lyonesse" possivelmente advém do inglês e do gaulês e significa "Cidade de Leões".

### Decorrência de Lyonesses
Alguns tratam sua história como uma lenda visto que poucas são as fontes sobre este reino. Ao que indicam antigos mapas da época, Lyonesse foi afundada no oceano pela erosão dos mares aproximadamente no século V.

### Relatos
Contos passados pelas gerações, relatam que Lyonesse possuía vários templos e que a lendária luta entre Mordred e o Rei Artur foi travada nestas terras, entretanto esta é uma grande controversia literária. Relatos contam que pescadores dos séculos seguintes ao sumiço da cidade pegavam em suas redes restos de alvenaria da antiga Lyonesse e que em dias de fortes tempestades, quando o mar ficava turbulento, era possível ouvir o sino de uma antiga igreja tocar.

## Cultura Popular
O Reino de Liones da animação japonesa Nanatsu no Taizai é uma provável referência ao Reino de Lyonesse.
Nos contos do Ciclo Arturiano, algumas vezes Lyonesse é citada como existindo à nordeste de Camelot.

## Lyonesse na lenda arturiana
Na lenda medieval arturiana, não há referências ao afundamento de Lyonesse, porque o nome originalmente se referia a um lugar ainda existente. Lyonesse é uma alteração inglesa do francês Léoneis ou Léonois (anteriormente Loönois), um desenvolvimento de Lodonesia, o nome latino para Lothian na Escócia. Os escritores continentais dos romances arturianos estavam muitas vezes confusos com a geografia interna da Grã-Bretanha; assim é que o autor francês Prose Tristan parece colocar Léonois como lugar contíguo, por terra, à Cornualha. Em adaptações inglesas dos contos franceses, Léonois, agora "Lyonesse", torna-se um reino totalmente distinto de Lothian, e intimamente associado com a região da Cornualha, embora sua localização geográfica exata permaneceu inespecífica. O nome não foi anexado às lendas Cornish de terras costeiras perdidas até o reinado de Isabel I de Inglaterra, no entanto.  No entanto, a lendária terra perdida entre Land's End e Scilly tem um nome Cornish distinto: Lethowsow. Isso deriva do nome da Cornualha para o recife de Seven Stones, no local de renome da capital da terra perdida e o local do notório naufrágio do Torrey Canyon. O nome significa "os leitosos", da constante água branca que circunda o recife.
O épico arturiano Idílios do Rei de Alfred, Lord Tennyson, descreve Lyonesse como o local da batalha final entre Arthur e Mordred. Uma passagem em particular menciona lendas da Lyonesse como uma terra destinada a afundar no oceano:
Então levantou-se o rei e moveu seu anfitrião à noite

E sempre empurrou Sir Mordred, liga por liga,

De volta ao pôr do sol da Lyonesse—

Uma terra do velho céu do abismo

Pelo fogo, afundar no abismo novamente;

Onde os fragmentos de povos esquecidos moravam,

E as longas montanhas terminaram em uma costa

De areia sempre em movimento e longe

O círculo fantasma de um mar que geme.
Derivando de uma falsa etimologia de Lyonesse, a "Cidade dos Leões" foi declarada em algumas tradições posteriores como a capital do reino lendário, situado no que hoje é o recife de Seven Stone, cerca de dezoito milhas a oeste de Land's End e oito milhas à nordeste das Ilhas Scilly.